# Isola del Piano
Isola del Piano – miejscowość i gmina we Włoszech, w regionie Marche, w prowincji Pesaro i Urbino.
Według danych na rok 2004 gminę zamieszkiwało 665 osób, 28,9 os./km².